# Hrvatski socijalizam
Hrvatski socijalizam naziv je za osnove socijalno-privredne ideologije koju je tokom Drugog svjetskog rata počeo graditi ustaški pokret u NDH. Svoje nadahnuće potražio je u fašističkom korporativizmu kao instrumentu socijalne kontrole društva.